# Hohes Licht
De Hohes Licht is een berg in Oostenrijk van 2651 meter hoog, en is daarmee de tweede grootste berg van de Allgäuer Alpen naast de Großer Krottenkopf. De top van de berg ligt in Tirol.